# Nicanor de Stagire
Pour les articles homonymes, voir Nicanor.
Nicanor (grec ancien : Νικάνωρ, Nikanôr) est le fils adoptif d'Aristote (IVe siècle av. J.-C.). Il est originaire de Stagire en Chalcidique. C'est lui qu'Alexandre le Grand charge en 324 av. J.-C. d'apporter aux cités grecques le décret ordonnant le retour des bannis.

## Biographie
Nicanor est le fils de Proxène d'Atarnée, le beau-frère d'Aristote qui l'a élevé à la mort de son père. Il aurait reçu l'enseignement d'Aristote à Miéza en compagnie du jeune Alexandre. Puis il est adopté par Aristote qui le désigne ensuite dans son testament comme le tuteur de son fils, Nicomaque.
À l'été 324 av. J.-C., Nicanor est chargé par Alexandre d'apporter aux cités grecques, durant les Jeux olympiques, le décret ordonnant le retour des bannis. Il semblerait par ailleurs qu'il soit chargé d'annoncer aux cités qu'Alexandre souhaite recevoir un culte public en tant que « Dieu Invaincu ». Il reçoit à cette occasion Démosthène en ambassade. Il aurait écrit une biographie d'Alexandre. La suite de sa carrière n'est pas clairement établie étant donné qu'il possède de nombreux homonymes. 